# (35189) 1994 AE
1994 AE (asteroide 35189) é um asteroide da cintura principal. Possui uma excentricidade de 0.19053530 e uma inclinação de 5.35851º.
Este asteroide foi descoberto no dia 2 de janeiro de 1994 por Takao Kobayashi em Oizumi.